# 莫斯科 (阿肯色州)
莫斯科（英語：Moscow）是位於美國阿肯色州傑佛遜縣的一個非建制地區。該地的面積和人口皆未知。

## 地理
莫斯科的座標為34°08′47″N 91°47′42″W / 34.14639°N 91.79500°W，而該地的平均海拔高度為59米（即194英尺）。